# Martine Oosting
Martine Oosting (26 april 1973) is een Nederlands voormalig langebaan- en marathonschaatsster.
Oosting werd in 1997 Nederlands kampioen op de 3000 en de 5000 meter. Datzelfde jaar won ze een bronzen medaille op de 1500 meter. In 1996 en 2002 won ze een zilveren medaille op de 5000 meter. Haar beste klassering bij een Nederlands kampioenschap allround was een vierde plaats in 2002. 

## Records

### Persoonlijke records[1]
| Afstand      | Tijd     | Datum            | Baan       |
| ------------ | -------- | ---------------- | ---------- |
| 500 meter    | 41,13    | 8 augustus 2003  | Calgary    |
| 1000 meter   | 1.19,37  | 9 augustus 2003  | Calgary    |
| 1500 meter   | 2.01,35  | 8 augustus 2003  | Calgary    |
| 3000 meter   | 4.12,72  | 10 augustus 2003 | Calgary    |
| 5000 meter   | 7.21,11  | 30 december 2000 | Heerenveen |
| 10.000 meter | 16.30,85 | 22 februari 1996 | Assen      |